# Alû
Alû ist einer der Utukku, ein Dämon der Assyrer, diese wurden mehr gefürchtet als der Tod selbst. Er wird als androgyn beschrieben, als jemand, der die „Brust eines Mannes attackiert“.  Er sei „ein grauenvolles Phantom eines leprakranken Mannes, dem ein Arm und ein Bein fehlt“. Die geringste Berührung mit einem Alû werde die Krankheit übertragen.
Stephen Hubert Langdon zitiert eine Übersetzung eines Keilschrifttextes von Henry Creswicke Rawlinson: „Wen in seinem Bett der gottlose Alû bedeckt / den der gottlose Geist bei Nacht erdrückt“.